# Thibaud van Pouancé

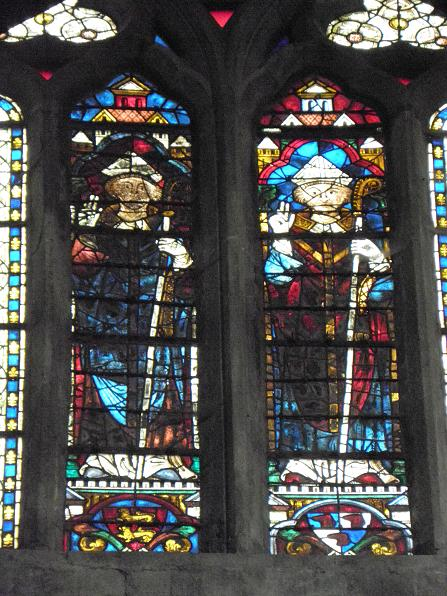
Linker glasraam: Thibaud van Pouancé. Kathedraal Saint-Samson van Dol-de-Bretagne.

Thibaud I van Pouancé (Bretagne, eind 13e eeuw – Dol, 30 maart 1301) was bisschop van Dol in het hertogdom Bretagne van 1280 tot 1301.

## Levensloop
Thibaud was een zoon van de heer van La Guerche en Pouancé, in het hertogdom Bretagne. Hij begon zijn kerkelijke carrière als kanunnik in Dol en werd vervolgens deken in de kathedraal van Bayeux (1276). Dit laatste lag in het buurland Normandië en dus in het koninkrijk Frankrijk. Als deken van Bayeux zetelde hij in het Parlement van Normandië.
Het kapittel van de kathedraal van Dol verkoos hem tot bisschop in 1280. De Bretonse bisschop Thibaud werkte in dienst van koning Filips III van het buurland Frankrijk, doch vooral voor diens opvolger, koning Filips IV de Schone. Thibaud was zijn zegelbewaarder van 1296 tot 1297 en kanselier van Frankrijk van 1297 tot 1298. Filips IV bracht het hertogdom Bretagne tijdelijk onder zijn feodaal gezag en het kanselierschap van Thibaud was één aspect hiervan. Thibaud stierf na meer dan 20 jaar pontificaat, in het jaar 1301.